# تصنيف الرياضة حسب تصنيف الآخرين- ليز آوتغر
تصنيف رياضة "ليز أوتر" هو نظام يُستخدم في الرياضة الخاصة بذوي الإعاقة للأشخاص الذين يعانون من إعاقات حركية غير مشمولة في أنظمة التصنيف الأخرى الخاصة بذوي الإعاقات الجسدية. 
يهدف هذا النظام إلى تسهيل المنافسة العادلة بين الأشخاص من ذوي الإعاقات المختلفة، وإضفاء المصداقية على الرياضات الخاصة بذوي الإعاقة. وقد تم تصميم هذا النظام وإدارته من قبل "المنظمة الدولية للرياضة لذوي الإعاقة" حتى اندماجها في سنة ٢٠٠٥ مع "الاتحاد الدولي لرياضة الكراسي المتحركة وبتر الأطراف" ، حيث انتقلت الإدارة إلى هذا الاتحاد. يُدار التصنيف على المستوى الوطني من قبل المنظمات الرياضية المختصة.
صُمم هذا النظام ليكون شاملاً للأشخاص الذين يعانون من إعاقات حركية، ويشمل مجموعة متنوعة من الإعاقات. من بين هذه الإعاقات: تفاوت أطوال الأطراف، آثار الإصابة بشلل الأطفال، متلازمة غوليان، بعض أنواع الشلل الدماغي، بعض الحالات الشوكية المرتبطة بشلل الأطفال، تخلخل العظام الخلقي، والتهاب المفاصل الروماتويدي اليفعي. لا يشمل هذا التصنيف الأشخاص ذوي الإعاقات الذهنية أو الأشخاص الصم. الفئات LAF1 وLAF2 وLAF3 مخصصة لمستخدمي الكراسي المتحركة، بينما الفئات LAF4 وLAF5 وLAF6 مخصصة للأشخاص القادرين على المشي. أما الفئتان SS1 وSS2 فهما مخصصتان للأشخاص قصار القامة الذين لا يندرجون ضمن الفئات التقليدية لتصنيف "ليز أوتر". أُنشئ هذا النظام من قبل المنظمة الدولية للرياضة لذوي الإعاقة في سبعينيات القرن العشرين، وشارك رياضيو "ليز أوتر" لأول مرة في الألعاب البارالمبية الصيفية سنة ١٩٧٦. ومنذ ذلك الحين، تم توسيع نظام التصنيف ليشمل ست فئات، وأُدخلت عليه تغييرات مع الحفاظ على نفس عدد الفئات.
تُتاح مجموعة متنوعة من الرياضات لرياضيي "ليز أوتر"، منها: الرماية، البوتشيا، ركوب الدراجات، الفروسية، التجديف البارالمبي، الترياثلون البارالمبي، رفع الأثقال، التجديف، الإبحار، الرماية بالأسلحة النارية، السباحة، تنس الطاولة، ألعاب القوى، كرة القدم الأمريكية بالكراسي المتحركة، كرة السلة بالكراسي المتحركة، المبارزة بالكراسي المتحركة، الكرة اللينة بالكراسي المتحركة، والتنس بالكراسي المتحركة. وقد تعرّض نظام التصنيف هذا لانتقادات عندما استُخدم لتسهيل التنافس مع أشخاص من ذوي إعاقات من أنواع أخرى دون أن يأخذ في الحسبان تأثير الجهد على الأداء.

## الهدف
تهدف تصنيفات رياضة "ليز أوتر" إلى تمكين المنافسة العادلة بين الأشخاص من ذوي الإعاقات المختلفة. وقد صُمم هذا النظام في الأساس لإيجاد طريقة لضم الأشخاص الذين يعانون من أنواع معينة من الإعاقات غير المشمولة في أنظمة التصنيف الأخرى، ولكنهم يندرجون ضمن نموذج الرياضي البارالمبي من حيث الثقافة والبنية العامة. كما يسهم هذا النظام في إضفاء المصداقية على الرياضة الخاصة بذوي الإعاقة من خلال إتاحته لفرص التنافس بين أنواع مختلفة من الإعاقات.

## الإدارة
أُنشئ تصنيف رياضة "ليز أوتر" في الأصل من قبل "المنظمة الدولية للرياضة لذوي الإعاقة"، وكانت هي الجهة المشرفة عليه. حالياً، تتولى "الاتحاد الدولي لرياضة الكراسي المتحركة وبتر الأطراف" (الاتحاد الدولي لرياضة الكراسي المتحركة وبتر الأطراف ) الإشراف على التصنيف بعد دمج المنظمة الدولية للرياضة لذوي الإعاقة وISMWSF في سنة ٢٠٠٥.
تتولى المنظمات الرياضية الوطنية مسؤولية التصنيف على المستوى الوطني. في المملكة المتحدة، تتولى ذلك "جمعية الرياضيين مبتوري الأطراف ورياضة ليز أوتر البريطانية". أما في الولايات المتحدة، فتتولى المهمة "جمعية رياضة ليز أوتر الأمريكية". يتطابق نظام التصنيف المستخدم في الولايات المتحدة عادةً مع المعايير الدولية، رغم أنه في ألعاب القوى هناك خمس فئات لمستخدمي الكراسي وخمس فئات للرياضيين القادرين على المشي. أما في أستراليا، فكانت "رياضة الكراسي المتحركة الأسترالية" هي الجهة المشرفة، قبل أن تتولى "الرياضة لذوي الإعاقة الأسترالية" المهمة بعد دمج "المنظمة الأسترالية لرياضة ذوي الإعاقة"، و"اتحاد الرياضة والترفيه للشلل الدماغي الأسترالي"، و"رياضة الكراسي المتحركة الأسترالية" سنة ٢٠٠٣.

## الإعاقة
يشمل تصنيف المنظمة الدولية للرياضة لذوي الإعاقة ضمن مجموعة "ليز أوتر" الرياضيين من ذوي الإعاقات الحركية بغض النظر عن التشخيص. عمليًا، يغطي هذا التصنيف الأشخاص ذوي الإعاقات البسيطة الذين لا يستخدمون الكراسي المتحركة، ولا يعانون من الشلل الدماغي أو البتر. تشمل هذه الفئة الخاصة من الإعاقة أيضاً الأشخاص المصابين بترنح فريدريخ، داء دوشين، متلازمة إهلرز-دانلوس، تقفع المفاصل الخلقي، تخلخل العظام الخلقي، والتهاب المفاصل الروماتويدي اليفعي. كما تشمل الأشخاص الذين يعانون من تفاوت في أطوال الأطراف، آثار شلل الأطفال، متلازمة غوليان، بعض أنواع الشلل الدماغي، بعض الحالات الشوكية المرتبطة بشلل الأطفال، واضطراب تنسج الفقار المشاشي.
تم استخدام مصطلح "ليز أوتر" للإشارة إلى هذه الفئات من الإعاقة لأول مرة سنة ١٩٨٠. تغطي فئة "ليز أوتر" للإعاقات عادةً فئتين: الأشخاص من قصار القامة أو القزامة، والأشخاص الذين يعانون من قصور في المدى الحركي السلبي. يُشار إلى الفئة الثانية أحيانًا باختصار PROM، وتشمل من يعانون من اضطرابات في المفاصل مثل تقفع المفاصل وثاليدومايد. معظم الحالات المشمولة هي اضطرابات خلقية، وتشمل أيضًا المصابين بالتصلب المتعدد.
أما الأشخاص غير المؤهلين للمشاركة في فئات "ليز أوتر" فهم ذوو الإعاقات الذهنية، أو أولئك الذين يعانون من مشاكل في القلب أو الصدر أو البطن أو الأذن أو العين أو الجلد طالما أن هذه المشاكل لا تؤثر على وظيفتهم الحركية. ولا تشمل هذه الفئة الأشخاص الذين يعانون من خلع العضلات أو التهاب المفاصل.
في الأدبيات الطبية، تُقسَّم فئات "ليز أوتر" أحيانًا بشكل مختلف، لأن هذه الفئة تتضمن عشرة أنواع مختلفة من الإعاقات الدائمة، وهي: فرط التوتر، الترنح، الحركات اللاإرادية، فقدان القوة العضلية، فقدان مدى الحركة، فقدان أحد الأطراف، القامة القصيرة، ضعف البصر، والإعاقة الذهنية. لكن هذه الفئات العشر لا تُستخدم كأساس لتحديد الفئات الخاصة بتصنيف "ليز أوتر". يعاني الأشخاص ضمن فئات "ليز أوتر" غالبًا من مشكلات في القلب والأوعية الدموية مرتبطة بالحالة المسببة للإعاقة، كما أنهم أكثر عرضة لكسور الإجهاد. أما الأشخاص قصار القامة فيعانون من هذه المشكلات نتيجة لحالات خلقية.

## التاريخ
تم تطوير نظام التصنيف لرياضة "ليز أوتر" من قِبل "المنظمة الدولية للرياضة لذوي الإعاقة" في أواخر سبعينيات القرن العشرين، بعد أن كانت المنظمة قد عملت سابقًا خلال العقد ذاته على تطوير أنظمة تصنيف لمجموعات أخرى من ذوي الإعاقة. شارك رياضيو "ليز أوتر" لأول مرة ضمن برنامج الألعاب البارالمبية في الألعاب البارالمبية الصيفية سنة ١٩٧٦ في تورونتو. في سنة ١٩٧٧، أنشأت المنظمة الدولية للرياضة لذوي الإعاقة رسميًا نظام تصنيف رياضة "ليز أوتر"، وقد استُخدم هذا النظام المكوَّن من ست فئات لأول مرة في الألعاب البارالمبية الصيفية سنة ١٩٨٠. في ذلك الوقت، اعتُبر النظام ذا طبيعة مزدوجة: طبية ووظيفية، نظرًا لصعوبة تصنيف الأشخاص من ذوي الإعاقات المختلفة في إطار موحّد دون مراعاة الوظائف الجسدية المختلفة.
أصبح رياضيو "ليز أوتر" مؤهلين للمشاركة في فعاليات "رابطة الشلل الدماغي الرياضية الأمريكية" سنة ١٩٧٨ بعد أن كانوا مستبعدين منها. كما لم يكونوا مشمولين في فعاليات "الرابطة الوطنية الأمريكية لرياضة الكراسي المتحركة" قبل ذلك. ولم يُسمح بمشاركتهم إلا بعد بدء الدراسات التي تناولت طبيعة إعاقاتهم وتأثيرها على أدائهم الرياضي.
ضمت بعثة الولايات المتحدة إلى الألعاب البارالمبية الصيفية سنة ١٩٨٤، ضمن فئات "ليز أوتر"، ١٥ رياضيًا، منهم: ٤ مصابين بالحثل العضلي، ٢ بالتصلب المتعدد، ٢ بترنح فريدريخ، ١ بتقفع المفاصل الخلقي، ٣ بتخلخل العظام الخلقي، و١ من قصار القامة. في تلك الألعاب، تصدّرت بريطانيا جدول الميداليات في فعاليات "ليز أوتر" بحصولها على ٥٥ ميدالية، تلتها إسبانيا بـ٣٨، ثم الولايات المتحدة بـ٢٦. شهدت رياضة الفروسية في الألعاب البارالمبية الصيفية سنة ١٩٨٤ فئة مشتركة جمعت بين المصابين بإصابات الحبل الشوكي ورياضيو "ليز أوتر"، وقد أُقيمت المنافسة في ولاية تكساس بمشاركة ١٦ متسابقًا: ٣ منهم بإصابات في الحبل الشوكي، ٢ بالتصلب المتعدد، ٢ بإعاقات عصبية أخرى، و٩ آخرون.
في الولايات المتحدة، شارك رياضيو "ليز أوتر" ضمن منظمات الشلل الدماغي الرياضية، وشاركوا لأول مرة في بطولة وطنية بفئاتهم الخاصة سنة ١٩٨٥. في العام ذاته، أُنشئت منظمة رياضية خاصة بقصار القامة، وأُنشئت منظمة منفصلة لرياضة "ليز أوتر". في الألعاب البارالمبية الصيفية سنة ١٩٨٨، كانت هناك ٦ فئات مخصصة لرياضيي "ليز أوتر". لكن في هذه الألعاب، لم يكن هؤلاء الرياضيون مؤهلين للمشاركة في منافسات كرة السلة بالكراسي المتحركة.
بدءًا من سنة ١٩٩٢، بدأ الاتجاه في الألعاب البارالمبية بالابتعاد عن التصنيفات الخاصة بـ"ليز أوتر" نحو أنظمة تصنيف وظيفية. ظهر ذلك بوضوح في رياضة السباحة، حيث تنافس رياضيو "ليز أوتر" بشكل مباشر مع رياضيين من ذوي إعاقات أخرى، مثل الشلل الدماغي، وإصابات الحبل الشوكي، والبتر. نتيجة لذلك، انخفض عدد الفئات الخاصة بذوي الإعاقات الجسدية في ألعاب ١٩٩٢ من ٣١ إلى ١٠ فقط. وبعد هذه الألعاب، أُجريت تغييرات كثيرة على نظام تصنيف السباحة استنادًا إلى النظام المكوَّن من ١٠ فئات لجعله أكثر تنافسية.
أظهرت دراسة أُجريت سنة ١٩٩٦ حول نظرة الرياضيين من ذوي الإعاقة في الولايات المتحدة تجاه مجموعات الإعاقة المختلفة، أن الرياضيين مبتوري الأطراف كانوا الأكثر تقبّلًا، يليهم رياضيو "ليز أوتر"، ثم المصابون بالشلل الرباعي الجزئي، ثم ضعاف البصر. أما الرياضيون المصابون بالشلل الدماغي فكانوا الأقل تقبّلًا.
في سنة ٢٠١٠، أعلن "اللجنة البارالمبية الدولية" أنها ستصدر دليل تصنيف جديد خاص بألعاب القوى يعالج موضوع الإعاقات الجسدية تحديدًا، على أن يدخل حيّز التنفيذ بعد انتهاء حفل اختتام الألعاب البارالمبية الصيفية سنة ٢٠١٢. من بين التغييرات التي تضمنها هذا الدليل كان تحديد سن أدنى للمشاركة في الفئتين T40 وT41، المخصصتين للرياضيين من ذوي القامة القصيرة.

## الفصول الدراسية
LAF1 وLAF2 وLAF3 هي فئات الكراسي المتحركة، في حين أن LAF4 وLAF5 وLAF6 هي فئات المشي. 
| الفئة | التعريف | الرماية    | ألعاب القوى                  | الفروسية | السباحة    | رياضات أخرى                                                                            | المراجع               |
| ----- | --- | ---------- | ---------------------------- | -------- | ---------- | -------------------------------------------------------------------------------------- | --------------------- |
| LAF1  | فئة الكراسي المتحركة. مشاكل شديدة في الأطراف الأربعة. ضعف في الذراع المسيطرة. | ARW1       | F51، F52، F53                | الفئة 1  |            | التزلج: LW10 رفع الأثقال: حسب الوزن الكرة الطائرة الجالسة: إعاقة طفيفة                 | [1][2][3][4][5][6][7] |
| LAF2  | فئة الكراسي المتحركة. مشاكل توازن من منخفضة إلى متوسطة أثناء الجلوس. ضعف شديد في ثلاثة أطراف، أو في جميع الأطراف الأربعة لكن بدرجة أقل من LAF1. وظيفة الذراع طبيعية.                  | ARW1، ARW2 | F53                          | الفئة 1  |            | رفع الأثقال: حسب الوزن الكرة الطائرة الجالسة: إعاقة طفيفة التزلج: LW11                 | [1][2][3][4][5][6]    |
| LAF3  | فئة الكراسي أو الكراسي المتحركة. ضعف في العضلات. وظيفة الجذع، التوازن، واستخدام الأطراف العلوية طبيعية. ضعف في عضلة ساق واحدة أو محدودية في المفاصل. وظيفة محدودة في طرفين على الأقل. | ARW2       | T44، F54، F55، F56، F57، F58 | الفئة 1  |            | رفع الأثقال: حسب الوزن الكرة الطائرة الجالسة: إعاقة طفيفة التزلج: LW12                 | [1][2][3][4][5][6][8] |
| LAF4  | فئة القادرين على المشي. صعوبة في الحركة أو مشاكل شديدة في التوازن. ضعف في وظائف الأطراف العلوية. وظيفة محدودة في طرفين بدرجة أقل من LAF3.                                             | ARST       | T46، F58                     | الفئة 4  |            | كرة القدم للشلل الدماغي: CP5 رفع الأثقال: حسب الوزن الكرة الطائرة الجالسة: إعاقة طفيفة | [9][2][3][4][6][10]   |
| LAF5  | فئة القادرين على المشي. وظيفة طبيعية للأطراف العلوية لكن مع مشاكل توازن أو مشاكل في الأطراف السفلية. وظيفة محدودة في طرف واحد على الأقل.                                              | ARST       | F42، F43، F44                | الفئة 4  |            | رفع الأثقال: حسب الوزن الكرة الطائرة الجالسة: إعاقة طفيفة الترياثلون: TRI3             | [2][3][4][6][10][11]  |
| LAF6  | فئة القادرين على المشي. مشاكل طفيفة في الجذع ووظائف الأطراف السفلية. ضعف في طرف علوي واحد. إعاقة طفيفة.                                                                               | ARST       | F46                          | الفئة 4  |            | رفع الأثقال: حسب الوزن الكرة الطائرة الجالسة: إعاقة طفيفة الترياثلون: TRI4             | [2][3][4][6][10][11]  |
| SS1   | قامة قصيرة. الطول مع طول الذراع للرجل يساوي أو يقل عن 180 سنتيمترًا (71 إنشًا). الطول مع طول الذراع للمرأة يساوي أو يقل عن 173 سنتيمترًا (68 إنشًا).                                      |            | T40، F40                     |          | S2، S5، S6 | رفع الأثقال: حسب الوزن الكرة الطائرة الجالسة: إعاقة طفيفة                              | [3][6][12][13]        |
| SS2   | قامة قصيرة. الطول مع طول الذراع للرجل يساوي أو يقل عن 200 سنتيمتر (79 إنشًا). الطول مع طول الذراع للمرأة يساوي أو يقل عن 190 سنتيمتر (75 إنشًا).                                        |            | T41، F41                     |          | S6         | رفع الأثقال: حسب الوزن الكرة الطائرة الجالسة: إعاقة طفيفة                              | [3][6][14]            |

تُتاح عدد من الرياضات للأشخاص الذين يندرجون ضمن فئات "ليز أوتر"، على الرغم من أن أهليتهم غالبًا ما تعتمد على ما إذا كانوا من قصار القامة أو ممن لديهم قصور في المدى الحركي السلبي (PROM). بالنسبة للأشخاص من ذوي القامة القصيرة، تشمل هذه الرياضات: الفروسية، رفع الأثقال، السباحة، تنس الطاولة، وألعاب القوى. أما بالنسبة للأشخاص الذين يعانون من PROM، فتشمل الرياضات: الرماية، البوتشيا، ركوب الدراجات، الفروسية، التجديف البارالمبي، الترياثلون البارالمبي، رفع الأثقال، التجديف، الإبحار، الرماية بالأسلحة النارية، السباحة، تنس الطاولة، ألعاب القوى، كرة القدم الأمريكية بالكراسي المتحركة، كرة السلة بالكراسي المتحركة، المبارزة بالكراسي المتحركة، الكرة اللينة بالكراسي المتحركة، والتنس بالكراسي المتحركة. تاريخيًا، كانت بعض الرياضات مغلقة دوليًا أمام رياضيي "ليز أوتر"، من بينها: البوتشيا، كرة القدم للشلل الدماغي، المبارزة بالكراسي المتحركة، الرجبي بالكراسي المتحركة، والتنس بالكراسي المتحركة.
بعض الرياضات تعتمد نظام تصنيف مفتوح، حيث يمكن لجميع فئات "ليز أوتر" وقصار القامة المشاركة طالما استوفوا الحد الأدنى لتعريف الإعاقة. ينطبق هذا على رياضة رفع الأثقال. في ألعاب القوى، تشمل الفئات T40 وF40 فئات "ليز أوتر". كما يمكن لمنافسي "ليز أوتر" المشاركة في الكرة الطائرة الجالسة، حيث كان لهذه الرياضة سابقًا نظام تصنيف، وكان يتم تخصيص فئة معينة لهؤلاء الرياضيين. لاحقًا، تم تعديل القواعد لتكون أكثر شمولية، بحيث تتيح المشاركة لأي شخص، بما في ذلك لاعبو "ليز أوتر"، ممن يستوفون الحد الأدنى من متطلبات الإعاقة. في رياضتي التزلج النوردي والتزلج الألبي، يشارك رياضيو "ليز أوتر" في فئات مختلفة تبعًا لنوع الإعاقة وما يتأثر بها. تستخدم رياضة الكرة اللينة بالكراسي المتحركة نظام نقاط مشابه لكرة السلة بالكراسي المتحركة. أما كرة القدم الأمريكية بالكراسي المتحركة، فتتطلب وجود لاعب واحد على الأقل من بين اللاعبين الستة على أرض الملعب يكون مصابًا بالشلل الرباعي أو امرأة من ذوي الإعاقة. في كرة القدم للشلل الدماغي، أدت القاعدة التي تشترط وجود لاعب من فئة CP5 في الملعب إلى إدماج أوسع لفئات "ليز أوتر" ضمن نظام تصنيف الشلل الدماغي لتسهيل المشاركة المتكافئة.
في الترياثلون البارالمبي، قد يُدرج رياضيو "ليز أوتر" من فئة LAF5 ضمن فئة TRI3. وهذه الفئة مخصصة للأشخاص المصابين بالتصلب المتعدد، الشلل الدماغي، الحثل العضلي، وغيرهم من المصابين بإعاقات مشابهة والذين يمكنهم استخدام دراجة عادية. وقد يُدرج رياضيو LAF5 أيضًا ضمن فئة TRI4 بسبب وجود إعاقة بسيطة في الطرف العلوي.

## الانتقادات
تعرّض نظام التصنيف الخاص بالأشخاص ذوي الإعاقات المرتبطة بفئة "ليز أوتر" لانتقادات بسبب افتقاره إلى نموذج مفاهيمي صارم يحدد كيفية تعريف الفئات وأسس تسهيل المنافسة العادلة بين الأشخاص ضمن هذه الفئة من الإعاقات. ومن بين الإعاقات الرئيسية المشمولة ضمن الرياضة البارالمبية، فقد أقرت "اللجنة البارالمبية الدولية" بأن هذه الفئة تُعدّ الأضعف من حيث هذا الجانب. في بعض الحالات، أدى ضعف هذا النظام إلى تصنيف رياضيي "ليز أوتر" ضمن أنظمة تصنيف رياضات الكراسي المتحركة، أو رياضات مبتوري الأطراف، أو رياضات الشلل الدماغي.
انتقاد آخر موجه لهذا النظام يتمثل في كونه يُهمّش الرياضيين ضمن هذه الفئة، لأنهم لا يندرجون ضمن السرديات الإعلامية السهلة الفهم حول الرياضيين النخبة من ذوي الإعاقة، وذلك بسبب أن نوع إعاقتهم إما غير مفهوم بسهولة أو لأنهم لا يشاركون في رياضات يمكن الاحتفاء بهم من خلالها بسبب مزايا تكنولوجية واضحة.
في السباحة، تعرّض نظام التصنيف المُدمج لانتقادات بسبب تركيزه على القدرات الوظيفية، مع تجاهله لعوامل أخرى مثل الجهد المبذول، وهي عوامل تميل إلى الإضرار ببعض الفئات مقارنة بفئات إعاقة أخرى مثل مبتوري الأطراف. كما وُجّهت انتقادات أخرى لنظام التصنيف في بعض الرياضات، مثل السباحة، لافتقاره إلى الأدلة العلمية التي تدعمه.
وخلال ثمانينيات القرن العشرين، وُجّهت انتقادات أيضًا لإدماج هذه الفئة، لأنه غيّر من توازن القوى داخل المجتمع البارالمبي الأوسع.